# Quinto Distrito Naval Santa Cruz de la Sierra
El Quinto Distrito Naval «Santa Cruz de la Sierra» de la Armada Boliviana se ubica en Puerto Quijarro. Fue creado el 19 de julio de 1978 como Quinto Distrito Naval «del Plata», nombre que mantuvo hasta 1998, cuando adoptó la denominación actual. Su jurisdicción embarca al departamento de Santa Cruz y los ríos Paraguay y Paraná.
Sus unidades dependientes son un batallón de infantería de marina, un batallón de policía militar, una base naval, una flotilla, cuatro capitanías de puerto y una oficina del Servicio Nacional de Hidrografía.
En 2019, la flotilla del Quinto Distrito recibió dos lanchas de patrulla Type 928 YC de manufactura china.